# 扁颅鼠兔
扁颅鼠兔（学名：Ochotona flatcalvariam），一种于中国四川省青川县唐家河国家级自然保护区发现的小型哺乳动物，隶属于鼠兔科鼠兔属异耳鼠兔亚属（Alienauroa）。

## 形态特征
本种的脑颅异常扁平，颅高约11毫米，仅为颅全长的31%。体长140毫米以下。耳小，异耳屏阔圆。体毛长而粗糙，背毛沙黄色，针毛的毛端黑色，故整体呈棕黑色调；腹面毛基黑灰色，毛尖黄白色。前后足掌骨和跗蹠骨背面棕黄色，腹面毛黑灰色，趾垫黄白色。